# سوتستفو
سُوِتستفو (به لهستانی: sołectwo) ([sɔˈwɛt͡stfɔ] () (جمع لهستانی: sołectwa) یک واحد اداری در لهستان است که زیربخش اختیاری یک گمینا محسوب می‌شود. اقدامات و ارگان‌های سوتستفو توسط شورای گمینا تصمیم‌گیری می‌شود. در ۳۱ دسامبر ۲۰۱۸ میلادی لهستان ۴۰٫۷۴۰ سوتستفو داشت.

## دولت و سیاست
ارگان قانون‌گذاری در سوتستفو را شورای روستا (zebranie wiejskie) برعهده دارد. شورای روستا نمونه‌ای از دموکراسی مستقیم است، زیرا به مهم‌ترین دغدغه‌های شهروندان توجه می‌شود. مشارکت شهروندان در این رویدادها بسیار متفاوت بوده و میانگین کشوری ۱۵ درصد است.